# سارة باور
سارة باور هي ممثلة كندية، ولدت في 29 يونيو 1985 بسانت جونز في كندا.

## أعمال

### أفلام
- (2007) منزل بيتا
- (2008) ريبو! الأوبرا الجينية
- (2008) سو 5

## وصلات خارجية
- سارة باور على موقع IMDb (الإنجليزية)
- سارة باور على موقع ألو سيني (الفرنسية)
- سارة باور على موقع أول موفي (الإنجليزية)
- سارة باور على موقع قاعدة بيانات الفيلم (الإنجليزية)